# Force Y (France, 1940)
Pour les articles homonymes, voir Force Y.
La Force Y est la désignation d'une force navale française, constituée de trois croiseurs et trois grands contre-torpilleurs qui a reçu mission au début du mois de septembre 1940 de gagner Libreville, pour contrecarrer la prise de contrôle des colonies d'Afrique-Équatoriale française et du territoire sous mandat du Cameroun par les Forces Françaises Libres. Elle n'a pas atteint son but et a dû trouver refuge à Dakar, où elle a pris part à la bataille au cours de laquelle des forces britanniques et "françaises libres" n'ont pas réussi à prendre le contrôle de cette base navale entre le 23 au 25 septembre 1940.

## Contexte général à l'été 1940
À la suite des armistices signés à la fin juin 1940, les forces armées françaises ont été considérablement réduites, cependant dans une certaine mesure, la Marine s'est trouvée épargnée, une des conditions implicites à la signature de l'armistice dans l'esprit du Gouvernement français étant qu'il n'y ait pas de mainmise sur la Flotte de la part des Allemands ou des Italiens, dès lors que les territoires extra-européens de l'Empire restaient sous l'autorité française, ce qui justifiait le maintien de forces navales pour assurer leurs relations avec la métropole.
Mais les stipulations de l'armistice sur le retour des forces navales qui avaient quitté leurs ports d'attache de l'Atlantique à l'approche des forces d'invasion allemandes étaient floues, et ceci a servi de prétexte à la saisie par la Royal Navy britannique des navires de guerre français qui se trouvaient en Grande-Bretagne, à l'attaque de ceux qui se trouvaient à Oran et à Dakar, et à la neutralisation de ceux qui étaient à Alexandrie, au cours de l'opération Catapult du 3 au 8 juillet 1940.

### L'organisation des forces navales de l'État français
Après l'attaque britannique de juillet 1940, qui avait vu la destruction de la Bretagne, la mise hors de combat du Dunkerque et de la Provence, la neutralisation de la Lorraine, et l'immobilisation du Richelieu, les 1re et 2e Divisions de Ligne et la Force de Raid ont été dissoutes et il a été nécessaire de réorganiser les forces navales. Des Forces de Haute Mer (dont le nom parait avoir été choisi par antiphrase, tant elles ont peu eu l'occasion d'opérer en haute mer) ont été constituées le 12 septembre à Toulon, autour du seul cuirassé restant opérationnel, le Strasbourg, de trois des quatre croiseurs lourds (Algérie, Dupleix, Foch, Colbert), et de deux des trois croiseurs (La Galissonnière, Marseillaise, Jean de Vienne ) de la 3e Division de Croiseurs, et de huit contre-torpilleurs (et ultérieurement de trois torpilleurs) constituant une 3e Escadre Légère, le tout placé à partir du 25 septembre 1940 sous le commandement de l'amiral comte Jean de Laborde, qui exerçait les fonctions de commandant de la Flotte de l'Atlantique avant guerre, et d'Amiral Ouest, en juin 1940, ayant grandement contribué à l'évacuation des forces navales basées à Brest.
En ce qui concerne les forces opérationnelles demeurant soumises aux autorités françaises, hormis les forces basées à Toulon, il reste les croiseurs Jeanne d'Arc et Émile Bertin, et le porte-avions Béarn, stationnaires aux Antilles. Le croiseur Primauguet est à Casablanca, le torpilleur Hardi à Dakar, où il a escorté le Richelieu. Le croiseur Lamotte-Picquet est en Indochine. Des bâtiments légers (avisos) et des sous-marins sont dispersés dans les ports hors de métropole à Casablanca, au Liban, à Diego Suarez et à Saïgon.
La constitution des Forces Navales Françaises Libres sous l'autorité du général de Gaulle, qui entend continuer, au côté du Royaume-Uni, le combat contre l'Allemagne nazie n'a que des résultats limités, dans le climat de démobilisation, qui suit la débâcle, et de rancœur, dans la Marine, à l'égard des Britanniques, à la suite de l'agression de Mers-el Kébir.

### La «dissidence» des colonies en faveur de «la France Libre» et la constitution de la Force Y
Mais le général de Gaulle espère que certains territoires coloniaux le rallieront, donnant ainsi à la France Libre une base territoriale autonome. Dans le Pacifique, les Nouvelles-Hébrides, qui ont un statut spécifique de condominium franco-britannique ont choisi, dès juillet 1940, le camp de la continuation de la lutte contre l'Allemagne. Après un été troublé, la Nouvelle-Calédonie rallie la France Libre début septembre. Ces deux territoires constitueront des bases précieuses pour la Marine des États-Unis lors de la campagne de Guadalcanal, dès l'été 1942. Dans l'Océan Indien, les établissements français de l'Inde, totalement enclavés dans l'Empire britannique des Indes, rallient eux aussi la France Libre en septembre sous la pression britannique.
Pour l'Afrique noire, dès le début août 1940, le général de Gaulle a envoyé plusieurs de ses partisans, René Pleven, le commandant Leclerc, Hettier de Boislambert au Cameroun, pour y organiser le ralliement de l'AEF à la France Libre, tandis qu'est préparée une action conjointe des forces britanniques et "Françaises Libres", pour rallier Dakar et l'AOF.
À la fin août, le Tchad emmené par le gouverneur Félix Éboué rejoint la France Libre. Au Cameroun, en Oubangui-Chari et au Moyen-Congo, les colonels Leclerc et de Larminat parviennent rapidement à leurs fins. Mais au Gabon, la situation est confuse, le gouverneur Masson annonce le ralliement de la colonie au général de Gaulle, puis sous la pression de notables locaux et de marins d'un sous-marin sur place, il y renonce. Or la Marine ne peut alors envoyer en renfort depuis Dakar qu'un second sous-marin et un aviso colonial, tandis que le croiseur Primauguet, le sous-marin Ajax, un pétrolier et des dragueurs de mines sont envoyés de Casablanca à Dakar
Soucieuses de ne pas donner aux Allemands une occasion d'intervenir, les autorités de Vichy demandent, dans les derniers jours d'août, aux Commission d'Armistice d'autoriser l'envoi d'une escadre à Libreville, ce qu'Allemands et Italiens acceptent, dans les premiers jours de septembre.
Une force navale est constituée aux ordres du contre-amiral Bourragué, comprenant les trois croiseurs de la 4e D.C., Georges Leygues (CV Lemonnier), Montcalm (CV Ferrière),), Gloire (CV Broussignac), et trois grands contre-torpilleurs, (Le Fantasque, Le Malin de la 10e Division de Contre-Torpilleurs et L'Audacieux de la 8e D.C.T., le troisième bâtiment de la 10e D.C.T. Le Terrible étant indisponible). La mission, à laquelle l'amiral de la Flotte Darlan tient essentiellement (le 4 septembre, il ne manque pas de « "secouer" » l'amiral Bourragué « qui n'a pas "le feu sacré" ») est d'empêcher la “dissidence” du Gabon et de ramener les autres territoires dans le giron des autorités de Vichy.
Les équipages des croiseurs, en cours de démobilisation, sont ramenés à l'effectif du temps de guerre. Des canonniers marins sont embarqués, pour aider à la défense de Dakar où il est prévu de faire escale, ainsi que des personnels des arsenaux, pour y accélérer les réparations du Richelieu. Ainsi chargés, les croiseurs ont un déplacement qui atteint 10 500 tonnes.

## L'équipée des croiseurs de la Force Y de Toulon à Dakar
Le 9 septembre, la Force Y appareille de Toulon, avant la constitution des Forces de Haute Mer dont elle n'a donc jamais fait partie. Mais la plus grande incertitude règne, du côté des autorités françaises sur la réaction que pourront avoir les forces navales britanniques de Gibraltar. Les instructions de l'amiral français sont de répondre à la force par la force, mais de ne pas tenter de passer face à une force supérieure.

### Le passage de Gibraltar
Les autorités britanniques ont été informées par le canal des ambassades de France et du Royaume-Uni à Madrid, mais les relations radio entre Madrid, l'Amirauté britannique et Gibraltar sont longues et encombrées. Aussi lorsque l'escadre se présente le 11 au petit matin devant Gibraltar, elle est reconnue par les Britanniques, elle franchit le détroit à 27 nœuds et met cap au sud, avec soulagement. L'amiral Dudley North qui était Commandant-en-Chef pour l'Atlantique Nord (en) à Gibraltar avait en effet pour instruction de s'opposer à ce que des navires français puissent gagner un port sous contrôle ennemi, comme les ports français de la côte atlantique, ce qui ne semblait pas être le cas. Mais à tout hasard l'amiral North rend compte du passage de l'escadre française et demande des instructions. Or à ce moment se trouve à la mer, partie de Liverpool le 31 août, une Force M (pour Menace), comprenant deux cuirassés, un porte-avions, cinq croiseurs et une quinzaine de bâtiments légers (dont quatre des FNFL), qui accompagnent plusieurs paquebots de transport de troupes, britanniques et “françaises libres”, en route (plus ou moins secrètement) vers Dakar. L'Amirauté donne alors l'ordre d'intercepter les navires français. Mais lorsque ceux-ci, qui ont atteint Casablanca, sont avertis que le croiseur de bataille HMS Renown fait mouvement vers le sud depuis Gibraltar, la décision est prise de reprendre la mer sans délai, les croiseurs laissant en arrière les contre-torpilleurs qui n'ont pas l'autonomie suffisante pour atteindre Dakar à grande vitesse. L'amiral North, qui avait déjà indisposé l'Amirauté en critiquant le principe de l'attaque sur Mers el-Kébir sera ultérieurement taxé de manque d'initiative et relevé de son commandement en décembre.

### L'interception au large de la Guinée
Après avoir relâché à Dakar, du 14 au 18 septembre, les croiseurs repartent vers Libreville, après avoir embarqué quelques centaines de tirailleurs sénégalais. Mais au large de Conakry, la croisière anglaise va intercepter le pétrolier Tarn qui doit permettre leur ravitaillement à Libreville, et le croiseur Primauguet qui l'escorte, leur enjoignant de rebrousser chemin vers Casablanca mais pas vers Dakar, ce que l'amiral Bourragué les autorise à faire. Mais, sans possibilité de se ravitailler une fois parvenu à destination, l'amiral décide alors de faire demi tour. Ses croiseurs sont eux aussi interceptés par les croiseurs britanniques, qui leur enjoignent  également de retourner à Casablanca. Mais les croiseurs Georges Leygues et Montcalm réussissent à s'échapper à grande vitesse, laissant en arrière le croiseur Gloire ralenti par une avarie de machines qui le contraint à accepter de mettre le cap sur Casablanca.
Les deux croiseurs reviennent ainsi à Dakar, qui n'était pas leur objectif, et le contre-amiral Bourragué est, pour cela, relevé de son commandement et remplacé par le vice-amiral Lacroix qui était à la tête de la 6e D.C.T. à Mers el-Kébir, où son navire amiral, le contre-torpilleur Mogador, a été mis hors de combat. Il arrive par avion à Dakar le 21 septembre.
Du côté britannique, cette arrivée des croiseurs de la Force Y, qui retrouvent à Dakar les contre-torpilleurs arrivés de Casablanca, fait craindre que le secret de l'opération Menace ait été éventé, et inquiète le Cabinet de guerre, plus que les chefs de l'opération, le vice-amiral Cunningham, le major général Irwin et le général de Gaulle. Mais l'amiral de la Flotte Sir Dudley Pound, Premier Lord de la Mer, estimant que ce renfort de croiseurs légers, qui n'ont pas fait preuve d'une grande combattivité, ne bouleverse pas l'équilibre des forces, la Force M quitte Freetown pour Dakar, le 21 septembre.
Du côté français, à Dakar, cette affaire montre que les forces navales britanniques sont plus importantes, en nombre de croiseurs sur zone, que le renseignement militaire l'avait indiqué, et que le blocus naval de l'AEF compromet toute tentative d'y faire cesser la dissidence. Quant à  l'insistance manifestée par les Britanniques pour que des forces navales ne renforcent pas Dakar, elle conduit à penser qu'il y a un risque d'extension du blocus à l'AOF, sans que la perspective d'une attaque frontale soit retenue.

## À la bataille de Dakar
Le surlendemain, au matin, la Force M se présente par temps brumeux devant Dakar, sans avoir été repérée, car elle arrive du sud alors que les Français surveillent au nord l'approche d'un navire (SS Banfora) qui apporte des obus de gros calibre pour le Richelieu. Mais pour ce qui est du ralliement à la France Libre, les choses se passent mal. Le contre-amiral Landriau, commandant la Marine en AOF refuse de recevoir les émissaires du Général de Gaulle. Certains de ceux-ci se font tirer dessus (le capitaine de frégate Thierry d'Argenlieu est blessé à la jambe par un tir de mitrailleuse, dans le port), d'autres sont arrêtés, comme Hettier de Boislambert, et Jean Bécourt-Foch qui ont atterri sur le terrain d'aviation d'Ouakam. Deux avisos dragueurs des FNFL qui s'approchent se font canonner, les navires britanniques qui les couvrent ripostent. Le sous-marin Persée surpris en surface par l'escadre anglaise se fait couler. Une tentative de débarquement des Français Libres en baie de Rufisque échoue et à cette occasion le contre-torpilleur L'Audacieux est mis hors de combat. Répugnant à engager une lutte fratricide, le général de Gaulle est d'avis de mettre un terme à l'opération, mais le vice-amiral Cunningham reçoit de l'Amirauté britannique l'instruction de persévérer.
Le 24, le commandement britannique adresse un ultimatum aux autorités françaises, auquel le Haut-Commissaire Pierre Boisson, un ancien combattant mutilé de la guerre de 1914, fidèle du Maréchal Pétain, répond « La France m'a confié Dakar, je défendrai Dakar jusqu'au bout ! »,.
L'escadre britannique bombarde la ville et le port, visant en particulier le cuirassé Richelieu, qui y est immobilisé. 150 obus de gros calibre auront été tirés par les forces britanniques sans autres résultats notables que des dégâts au paquebot SS Porthos et la destruction du cargo danois SS Tacoma. Le cuirassé français ne peut utiliser que sa tourelle II de 380 mm, les canonniers de la tourelle I ayant été envoyés armer la batterie côtière du cap Manuel, à l'extrémité sud de la presqu'île du cap Vert. En répondant aux tirs britanniques, deux canons de 380 mm du Richelieu sont gravement avariés, du fait d'une mauvaise conception du culot des obus, qui en provoque l'explosion prématurée. Tandis que les contre-torpilleurs et le torpilleur Hardi s'efforcent de les masquer par des rideaux de fumée, les croiseurs, pour esquiver les coups, font des “ronds dans l'eau”, entre Hann et Rufisque, au nord de l'île de Gorée, dans ce qui sera désigné alors par dérision comme le “ratodrome”,, tout en tirant sur les croiseurs britanniques, avec une forte dispersion lorsque la distance est importante. Un second sous-marin, l'Ajax, est coulé. Les attaques de l'aviation embarquée britannique sont contrariées par l'aviation de chasse basée sur le terrain d'Ouakam. En fait, ce sont les batteries côtières du cap Manuel et de Gorée notamment, qui tiennent les navires britanniques à distance avec leurs canons de 240 mm, qui constituaient, trente ans plus tôt, l'artillerie secondaire des cuirassés pré-dreadnought de la classe Danton.
Le 25, le combat d'artillerie reprend, avec une visibilité très bonne qui avantage les Britanniques dont les navires ont une artillerie d'une portée supérieure. Mais le sous-marin Bévéziers (CC Lancelot), qui a pris position là où les cuirassés britanniques avaient ouvert le feu, la veille, réussit à torpiller le cuirassé HMS Resolution, l'endommageant gravement, au point qu'il doit être pris en remorque, et le vice-amiral Cunningham se résout à ordonner l'arrêt de l'opération Menace,.
C'était un échec pour Churchill et de Gaulle. Les autorités de Vichy ont crié victoire. Le vice-amiral Lacroix a été promu Grand-Officier de la Légion d'Honneur, et le contre-amiral Landriau, Commandeur. Les croiseurs ont été cités, ce qui a valu au capitaine de vaisseau Lemonnier une seconde citation pour la Croix de Guerre de la Seconde Guerre Mondiale.
Mais pour ce qui est du Gabon, qui avait provoqué l'envoi de la Force Y dans l'Atlantique, la Royal Navy a maintenu son blocus naval. Lorsque, début novembre, les FFL de Leclerc, venant de Douala, se sont apprêtées à débarquer, le sous-marin Poncelet (CC de Saussine) en tentant de les intercepter a été attaqué par le sloop HMS Milford, et son commandant s'est sacrifié en le sabordant, le 8 novembre. Le lendemain, le Bougainville a été coulé par son sister ship des FNFL Savorgnan de Brazza, et les FFL ont pris le contrôle de la colonie.

## Après la bataille
Les bâtiments de la Force Y sont restés à Dakar de la fin septembre 1940, jusqu'à ce que les Forces Maritimes d'Afrique reprennent place aux côtés des Alliés, après le débarquement en Afrique du Nord en novembre 1942. Le Terrible a rejoint la 10e D.C.T.; dès la fin 1940, il a apporté à Dakar le matériel de Détection Électro Magnétique (D.E.M.), ancêtre français du radar, qui a été installé pour la première fois sur un navire français, sur le Richelieu à partir de février 1941. En mars 1941, le croiseur Gloire a retrouvé la 4e D.C. à Dakar.
En avril 1941, le contre-amiral Collinet, qui s'était distingué comme commandant du Strasbourg à Mers-el Kébir, a succédé au vice amiral Lacroix à la tête de la 4e D.C. et a été, à partir de 1942, commandant de la Marine en AOF.
Du 15 au 25 septembre 1942, le croiseur Gloire a été envoyé au secours des naufragés du Laconia coulé par le sous-marin allemand U-156 dans l'Atlantique sud. L'épave du contre-torpilleur L'Audacieux a été emmenée à Bizerte en 1942.
Parmi les bâtiments présents à Dakar, en septembre 1940, le sous-marin Bévéziers et le bâtiment auxiliaire Victor Schoelcher qui avait été rebaptisé Bougainville pour perpétuer le nom de l'aviso colonial coulé devant Libreville en novembre 1940, ont été coulés devant Diego Suarez lors de l'attaque britannique contre Madagascar en mai 1942. Le torpilleur Hardi, rentré à Toulon, y a été sabordé le 27 novembre 1942.
Les bâtiments de l'ancienne Force Y stricto sensu ont échappé au sort funeste qui a été celui des bâtiments présents à Casablanca, comme le Primauguet, lors du débarquement allié de novembre 1942, ou celui des bâtiments  sabordés à Toulon. À la mi-avril 1943, le George Leygues a intercepté et coulé un “forceur de blocus” allemand. Une fois modernisés aux États-Unis, les bâtiments de la 4e D.C. et de la 10e D.C.T. (rebaptisée 10e Division de Croiseurs Légers) ont constitué jusqu'à la fin de la guerre le noyau dur des forces navales françaises dans les eaux européennes participant notamment à la libération de la Corse et aux débarquements de Normandie et de Provence.